# پیلینی
پیلینی (به مجاری:  Piliny) یک شهرداری در مجارستان است که در نوگراد واقع شده‌است. پیلینی ۱۶٫۰۴ کیلومتر مربع مساحت و ۶۴۵ نفر جمعیت دارد.